# II. Mihnea havasalföldi fejedelem

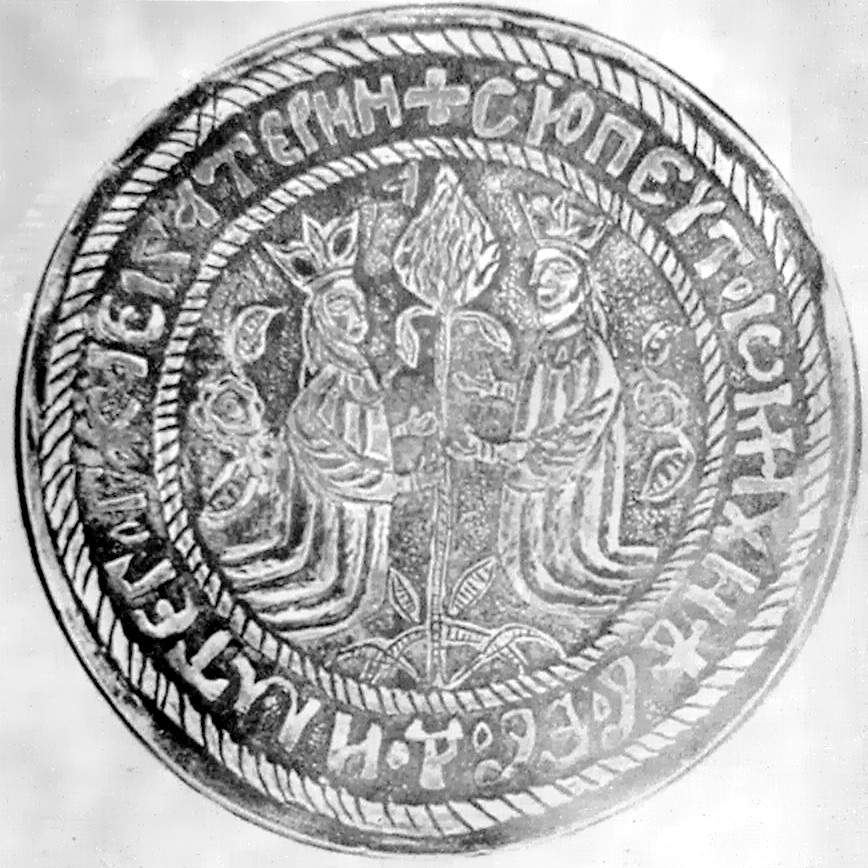
Mihnea és anyja (bal oldalon)

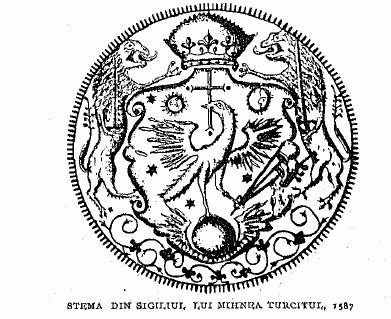
Mihnea hivatalos pecsétje

II. Mihnea (románul: Mihnea Turcitul, azaz "törökké vált Mihnea"), (1564 júliusa – 1601 októbere) Havasalföld fejedelme volt 1577. szeptember - 1583. július, majd 1585. április –  1591. május között.

## Uralkodása
II. Sándor Mircea és Ecaterina Salvaresso egyedüli fiaként olyan események után került a trónra, amelyek jellemzőek voltak a helyi szokások és fejedelmi hatalom presztízsének csökkenésére az Oszmán Birodalom nyomása alatt: Mihneának egy idegen trónkövetelővel kellett versenyeznie, egy Rosso nevű lombardiai orvossal, aki azt állította, hogy havasalföldi uralkodóktól származik, és végül is nagyanyja, a befolyásos Doamna Chiajna segítségével járt sikerrel.
Ezt követően Mihnea, Ecaterina Salvaresso és Chiajna igen népszerűtlen kormányzást folytattak, amely lényegében II. Sándor politikai irányvonalát követte és lényeges adóemeléssel járt; 1583 körül a parasztok tömegesen hagyták el a falvakat, hogy átszökjenek Erdélybe.
Miután a helyi bojárok sikertelenül folyamodtak a török portához, Mihnea fiatal korára hivatkozva, tárgyalásokat kezdtek egy bizonyos Pătrașcuval (más néven Radul Popa, aki azt állította, hogy Petraskó havasalföldi fejedelem fia), és felkelést szítottak Olténiában a Craiovești család vezetésével. Ennél sokkal erősebb trónkövetelő volt Petraskó igazi fia, II. (Fülbevalós) Péter, aki trónra is jutott 1583 és 1585 között, elérve Mihnea Tripoliba való száműzetését, ahol az oszmán hatóságok foglyul tartották.
Azok a kötelezettségek, amelyeket Mihnea vállalt Péter elmozdítása érdekében (körülbelül  700 000 scudo), arra kényszerítették Mihneát, hogy Bukarestbe való visszatérése után ismét szorítson az adóprésen. Ezen felül Mihnea annyi aranyat ígért a nagyvezírnek Petru megöléséért, amennyit 600 ló elbír. Ezt a kérést 1590 márciusában III. Murád szultán teljesítette, aki 70 000 aranyért cserébe elrendelte Péter kivégzését.
A már kialakult kapcsolatok ellenére a törökök elmozdították Mihneát "Süket" István javára. Ezt követően Mihnea Anatóliába költözött és sikertelenül pályázott Moldva trónjára.
Mihnea azzal maradt fenn a történelemben (és azzal nyerte a jelzőjét), hogy áttért az iszlám hitre. Ez 1591-ben történt. Ezzel a lépéssel elérte azt is, hogy alkalmasnak tekintették oszmán adminisztratív tisztségekre – a nikápolyi szandzsák lett a jutalma, amelyet Mehmed bég néven vezetett. Ezek a hagyománnyal ellentétes cselekedetek nem akadályozták meg, hogy legkisebb fia, X. Radu Mihnea uralkodóvá legyen 1601-ben.

### Gyermekei
- Mihnea első feleségének a neve nem ismert.[2]
- Második felesége, Neaga,[2] Vlaicu Cislau leánya (házasság 1582 júliusában[2]) két gyermeket szült férjének:
  - Sándor[2] (? – 1589. február 8. körül)
  - Vlad Basarab[2] (? – 1591. május 5.)
- Ezenkívül született még egy törvénytelen gyermeke is egy Vlaica[2] nevű nőtől:
  - X. Radu havasalföldi fejedelem[2] (1586 – 1626)

## Fordítás
- Ez a szócikk részben vagy egészben  a   Mihnea Turcitul című angol Wikipédia-szócikk ezen változatának fordításán alapul.  Az eredeti cikk szerkesztőit annak laptörténete sorolja fel. Ez a jelzés csupán a megfogalmazás eredetét és a szerzői jogokat jelzi, nem szolgál a cikkben szereplő információk forrásmegjelöléseként.